# 克里斯蒂安·努希
克里斯蒂安·努希（英語：Kristian Nushi；1982年7月21日—）是一位科索沃足球運動員。在場上的位置是中場。他現在被瑞士足球超級聯賽球隊聖加倫足球俱樂部。他也代表科索沃國家足球隊參賽。